# 1379
1379 (MCCCLXXIX) var ett normalår som började en lördag i den julianska kalendern.

## Händelser

### Okänt datum
- Möjligtvis sluts ett stillestånd mellan Sverige och Norge detta år.
- Stridigheter om den danska tronföljden utbryter, vilka Sverige deltar i genom att gå in och härja i Skåne och Halland.
- Påven utser fyra kardinaler som ska undersöka om Birgitta Birgersdotter kan helgonförklaras.

## Födda
- 4 oktober – Henrik III av Kastilien, kung av Kastilien.
- Zhang (kejsarinna)

## Avlidna
- 5 februari – Niels Jensen (Bild), dansk ärkebiskop sedan 1361.
- 18 februari – Albrekt den store av Mecklenburg, tysk hertig.
- 29 maj – Luciano Doria, genuesisk amiral.
- Tommaso da Modena, italiensk konstnär.